# Musica Sveciae
Musica Sveciae är en svensk skivserie som gavs ut från 1983 till 2002 av Kungliga Musikaliska Akademien i Stockholm. Musiken som är inspelad på skivorna är svensk och sträcker sig från forntida musik till år 1945. 

## Historik
Musica Sveciaes historia börjar på 1970-talet då några personer och skivbolag ville spela in svensk historisk musik på skiva. Kungliga Musikaliska Akademien fick 1978 i uppdrag av Utbildningsdepartementet att ta fram en plan för en serie fonogram. Akademien lämnade 1979 ett första förslag på en plan. Musica Sveciae började ges ut 1982. De ansvariga för utgivningen var en redaktion på Kungliga Musikaliska Akademien och skivbolagen Caprice, EMI Svenska AB, Proprius, Artemis/Phontastic och Polar. Från 1987 var Musica Sveciae ett eget skivmärke under Musikaliska Akademien. Sista skivan gavs ut 1994.

## Musica Sveciaes skivor
Musica Sveciae gav ut en serie skivor, först på LP och senare på CD. Vissa LP redigerades om till CD, andra kom aldrig ut igen, och slutligen blev det 96 stycken CD-album. Årtalen nedan avser utgivningsåret. Musiken på skivorna innehåller allt från svensk forntida musik till musik från omkring 1920. Skivorna gavs ut på skivbolagen Artemis, Caprice, EMI, Phontastic, Polar, Proprius och Musica Sveciae. Kungliga Musikaliska Akademien ansvarade för utgivningen av serien.
| År   | LP • Titel                                                                             | MS      | Bolag          | Skivnummer     |
| ---- | -------------------------------------------------------------------------------------- | ------- | -------------- | -------------- |
| 1984 | Fornnordiska klanger                                                                   | 101     | EMI            | 1361031        |
| 1983 | Gloria Sanctorum - Helgonens ära                                                       | 102     | Proprius       | PROP 9915      |
| 1985 | G Düben d ä: Odae Sveticae                                                             | 301     | Proprius       | PROP 9933      |
| 1987 | Dygd och ära. Adeln och musiken i Stormaktstidens Sverige                              | 303     | Musica Sveciae | MS 303         |
| 1988 | Frögdesång och lustig dantz - Musik bland borgare och bönder i stormaktstidens Sverige | 304     | Musica Sveciae | MS 304         |
| 1984 | J H Roman: Then Svenska Messan                                                         | 401     | Proprius       | PROP 9920      |
| 1985 | J Wikmansson: Stråkkvartetter & Klavermusik                                            | 402-403 | Polar          | POLS 2-399     |
| 1986 | J H Roman: Golovinmusiken                                                              | 404     | Caprice        | CAP 1325       |
| 1987 | J H Roman: Sonator & Assagi                                                            | 406     | Caprice        | CAP 1344       |
| 1983 | Höpken, Johnsen, Zellbell, Wesström, Brant: Musik från frihetstiden                    | 412     | Polar          | POLS 383       |
| 1988 | J M Kraus: Begravningskantat för Gustaf III                                            | 416     | Musica Sveciae | MS 416         |
| 1990 | J H Roman: Sinfonias                                                                   | 418     | Musica Sveciae | MS 418         |
| 1983 | A F Lindblad: Symfoni nr 1 & uvertyr till Frondörerna                                  | 501     | Caprice        | CAP 1197       |
| 1983 | J A Hägg: Pianostycken                                                                 | 502     | EMI            | EMI 1361041    |
| 1983 | G Wennerberg: ur Davids psalmer                                                        | 503     | Proprius       | PROP 9912      |
| 1987 | E Sjögren: Sonater nr 1-5 och Karaktärsstycken för violin och piano                    | 504-506 | Polar          | POLS 3-396     |
| 1986 | F Berwald: Stråkkvartetter a-moll & Ess-dur                                            | 507     | Caprice        | CAP 1334       |
| 1988 | C J L Almqvist: Fria fantasier - sånger och klaverstycken                              | 508     | Musica Sveciae | MS 508         |
| 1987 | O Byström: Quartetto Svedese & J Lindegren: Stråkkvintett F-dur                        | 510     | Artemis        | ARTE 7122      |
| 1987 | A F Lindblad: Sånger och visor                                                         | 511     | Caprice        | CAP 1302       |
| 1987 | A Söderman: Katolsk mässa & Die Wallfart nach Kevlaar                                  | 514     | Caprice        | CAP 1306       |
| 1987 | E Sjögren: Sånger                                                                      | 515-516 | Artemis        | ARTE 7125-7126 |
| 1987 | A F Lindblad: Över skogen över sjön                                                    | 517     | Proprius       | PROP 9974      |
| 1988 | L Norman: Pianokvartett e-moll & Stråkkvartett C-dur                                   | 518     | Musica Sveciae | MS 518         |
| 1987 | E G Geijer: Sånger                                                                     | 519     | Musica Sveciae | MS 519         |
| 1983 | W Stenhammar: Stråkkvartetter nr 1-6                                                   | 601-603 | Caprice        | CAP 1201-03    |
| 1983 | K Atterberg: Symfoni nr 3 "Västkustbilder" & N Berg: Traumgewalten                     | 604     | Caprice        | CAP 1250       |
| 1984 | A Wiklund: Sommarnatt och soluppgång & Pianokonsert nr 1                               | 605     | Caprice        | CAP 1228       |
| 1984 | W Stenhammar: Sången                                                                   | 606     | Caprice        | CAP 1285       |
| 1985 | Nysaklighet i svensk kyrkomusik (CD, se PSCD 703 & MSCD 910)                           | 607     | Proprius       | PROP 9932      |
| 1988 | T Aulin: Violinsonat & A Haquinius: Stråkkvartett nr 1                                 | 608     | Musica Sveciae | MS 608         |
| 1988 | Alfvén, Peterson-Berg, Stenhammar: Stemning                                            | 612     | Musica Sveciae | MS 612         |
| 1988 | Musik på Dramaten                                                                      | 618     | Musica Sveciae | MS 618         |
| 1989 | W Stenhammar: Sånger                                                                   | 623     | Musica Sveciae | MS 623         |
| 1988 | B Sjöberg: Ängslans gröna jord, ur Fridas visor                                        | 625     | Musica Sveciae | MS 625         |
| 1985 | Ceremoni och serenad. Manskör vol 1                                                    | 701     | Proprius       | PROP 9941      |
| 1986 | Ett bondbröllop. Manskör vol 2                                                         | 702     | Proprius       | PROP 9944      |
| 1985 | Barnvisor från Sjung med oss mamma till Pippi Långstrump                               | 703-704 | Phontastic     | PHONT 7414-15  |
| 1986 | Folkrörelsernas musik                                                                  | 707-708 | Caprice        | CAP 2017       |

| År   | CD • Titel | Nummer       | Övrigt      |
| ---- | --- | ------------ | ----------- |
| 1991 | Fornnordiska klanger                                                                                          | MSCD 101     |             |
| 1994 | Erik den Heliges Hystoria                                                                                     | MSCD 103     |             |
| 1994 | Piae Cantiones                                                                                                | MSCD 201     |             |
| 1993 | Vasakungarnas hov                                                                                             | MSCD 202     |             |
| 1994 | Gustaf Düben den äldre: Odae Sveticae                                                                         | MSCD 301     |             |
| 1989 | Musik över Östersjön                                                                                          | MSCD 302     |             |
| 1992 | Dygd och ära                                                                                                  | MSCD 303     |             |
| 1994 | Frögdesång och lustig dantz                                                                                   | MSCD 304     |             |
| 1994 | Gustavus Rex & Christina Regina                                                                               | MSCD 305     |             |
| 1994 | Musik på Tre Kronor                                                                                           | MSCD 306-307 |             |
|      | Johan Helmich Roman: Then Svenska Messan                                                                      | MSCD 401     |             |
| 1995 | Johan Wikmanson: Stråkkvartetter (samling från dubbel-LP)                                                     | MSCD 402     |             |
|      | Johan Helmich Roman: Festmusik till Greve Golovin                                                             | MSCD 404     |             |
| 1994 | Johan Helmich Roman: Solokonserter                                                                            | MSCD 405     |             |
|      | Johan Helmich Roman: Sonatas & Assaggi                                                                        | MSCD 406     |             |
| 1989 | Gustavianska hovkapellmästare                                                                                 | MSCD 407     |             |
| 1994 | Johan Helmich Roman: Triosonater                                                                              | MSCD 408     |             |
| 1994 | Johan Helmich Roman: Drottningholmsmusiken                                                                    | MSCD 410     |             |
| 1994 | Solokonserter/Solo Concertos: Agrell, Zellbell and Johnsen                                                    | MSCD 411     |             |
| 1991 | Musik från Frihetstiden                                                                                       | MSCD 412     |             |
| 1993 | Johan Helmich Roman: Kantater                                                                                 | MSCD 413     |             |
| 1990 | Joseph Martin Kraus: Stråkkvartetter                                                                          | MSCD 414     |             |
| 1992 | Joseph Martin Kraus: Kammarmusik                                                                              | MSCD 415     |             |
| 1988 | Joseph Martin Kraus: Sorgemusik över Gustav III                                                               | MSCD 416     |             |
| 1991 | Johan Helmich Roman: Lilla Drottningholmsmusiken                                                              | MSCD 417     |             |
| 1990 | Johan Helmich Roman: Sinfonior                                                                                | MSCD 418     |             |
| 1991 | Joseph Martin Kraus: Symfonier                                                                                | MSCD 419     |             |
| 1992 | Carl Michael Bellman: Sånger och Epistlar                                                                     | MSCD 420-421 | Dubbel-cd.  |
| 1994 | Joseph Martin Kraus: Proserpin                                                                                | MSCD 422-423 | Dubbel-cd.  |
| 1994 | Joseph Martin Kraus: Arie e Cantate                                                                           | MSCD 424     |             |
| 1992 | Stråkkvartetter: Eggert, Wesström, De Ron                                                                     | MSCD 425     |             |
| 1991 | Gustaviansk opera                                                                                             | MSCD 426     |             |
| 1993 | Johann Christian Friedrich Haeffner: Electra                                                                  | MSCD 427-428 | Dubbel-cd.  |
| 1988 | Adolf Fredrik Lindblad: Symfoni nr 1, sånger                                                                  | MSCD 501     |             |
| 1994 | Jacob Adolf Hägg: Pianostycken                                                                                | MSCD 502     |             |
| 1995 | Gunnar Wennerberg: Davids Psalmer                                                                             | MSCD 503     |             |
| 1995 | Emil Sjögren: Violinsonater                                                                                   | MSCD 504-505 | Dubbel-cd.  |
| 1988 | Franz Berwald: Stråkkvartetter                                                                                | MSCD 507     |             |
| 1993 | Carl Jonas Love Almqvist: Fria fantasier                                                                      | MSCD 508     |             |
| 1996 | Kammarmusik: Byström, Lindegren, Sjögren                                                                      | MSCD 510     |             |
| 1989 | Ludvig Norman: Orkesterverk                                                                                   | MSCD 512     |             |
| 1990 | August Söderman: Marsk Stigs Döttrar                                                                          | MSCD 513     |             |
| 1996 | Emil Sjögren: Sånger I                                                                                        | MSCD 515     |             |
| 1996 | Emil Sjögren: Sånger II                                                                                       | MSCD 516     |             |
| 1995 | Jacob Axel Josephson: Sex körsånger, A F Lindblad: Drömmarne                                                  | MSCD 517     |             |
| 1994 | Ludvig Norman: Pianokvartett och stråkkvartett                                                                | MSCD 518     |             |
| 1994 | Erik Gustaf Geijer: Sånger                                                                                    | MSCD 519     |             |
| 1993 | Franz Berwald: Septet B flat major & String Quartet G minor                                                   | MSCD 520     |             |
| 1989 | Franz Berwald: Piano Quintet & Piano Trios                                                                    | MSCD 521     |             |
| 1994 | Adolf Fredrik Lindblad: String Quintet /A Randel: String Quartet                                              | MSCD 522     |             |
| 1994 | Franz Berwald: Estrella de Soria                                                                              | MSCD 523     |             |
| 1994 | Cello Sonatas: Norman, Hägg, Kallstenius                                                                      | MSCD 524     |             |
| 1990 | Ludvig Norman/August Söderman: Sånger                                                                         | MSCD 525     |             |
| 1993 | Bernhard Crusell: Klarinettkonsert                                                                            | MSCD 527     |             |
| 1994 | Chamber Music: Andrée, V Aulin, Maier, Netzel, Tegnér                                                         | MSCD 528-529 | Dubbel-cd.  |
| 1991 | Franz Berwald: Symfonier                                                                                      | MSCD 531     |             |
| 1996 | Wilhelm Stenhammar: Stråkkvartetter                                                                           | MSCD 601-603 | Trippel cd. |
| 1988 | Kurt Atterberg: Orkesterverk                                                                                  | MSCD 604     |             |
| 1988 | Adolf Wiklund: Pianokonserter                                                                                 | MSCD 605     |             |
| 1988 | Wilhelm Stenhammar: Sången                                                                                    | MSCD 606     |             |
| 1994 | Tor Aulin /A Haquinius: Violinsonater                                                                         | MSCD 608     |             |
| 1994 | Dofta, dofta vit syrén                                                                                        | MSCD 609     |             |
| 1989 | Otto Olsson: Ad Dominum                                                                                       | MSCD 611     |             |
| 1994 | Stemning | MSCD 612     |             |
| 1990 | Novelletter                                                                                                   | MSCD 613     |             |
| 1991 | Hugo Alfvén: Bergakungen                                                                                      | MSCD 614     |             |
| 1992 | Andeliga sånger                                                                                               | MSCD 615     |             |
| 1993 | Stenhammar, Tor Aulin, Kallstenius: Violinsonater                                                             | MSCD 616     |             |
| 1991 | Svenska ballader                                                                                              | MSCD 617     |             |
|      | Musik på Dramaten                                                                                             | MSCD 618     |             |
| 1994 | Wilhelm Peterson-Berger: Sånger                                                                               | MSCD 619     |             |
| 1992 | Kallstenius/Lindberg/Atterberg: Orkesterverk                                                                  | MSCD 620     |             |
| 1991 | Andreas Hallén: ur/from Harald der Wiking                                                                     | MSCD 621     |             |
| 1992 | Wilhelm Stenhammar: Piano Concert/ Tor Aulin: Violin Concerto                                                 | MSCD 622     |             |
| 1989 | Wilhelm Stenhammar: Sånger                                                                                    | MSCD 623     |             |
| 1992 | Hilding Rosenberg: Johannes Uppenbarelse                                                                      | MSCD 624     |             |
| 1989 | Birger Sjöberg: Fridas visor                                                                                  | MSCD 625     |             |
| 1990 | Wilhelm Stenhammar: Orkesterverk                                                                              | MSCD 626     |             |
|      | Hugo Alfvén: Symfoni nr 2                                                                                     | MSCD 627     |             |
| 1993 | Pianolyrik | MSCD 628     |             |
| 1993 | Ture Rangström: Sånger                                                                                        | MSCD 629     |             |
| 1992 | Wilhelm Peterson-Berger: Gullebarns vaggsånger, Symfoni nummer 3, “Same-Ätnam” Romans för violin och orkester | MSCD 630     |             |
| 1994 | Ett bondbröllop (samling från LP 1 och 2)                                                                     | MSCD 701     |             |
| 1988 | Barnvisor | MSCD 703     |             |
|      | SAMLINGS-CD                                                                                                   |              |             |
| 1989 | En svensk musikhistoria - Musica Sveciae fyller femtio!                                                       | MSCD 901     |             |
| 1993 | Highlights | MSCD 902     |             |
| 1993 | Hvad glans behag och smak. Svenskt 1700-tal i musiken                                                         | MSCD 903     |             |
| 1994 | Lycksalighetens Ähre-Pracht. Musik i Sverige från medeltid till barock                                        | MSCD 904     |             |
| 1995 | Johan Helmich Roman (1694-1758): A Portrait                                                                   | MSCD 905     |             |
| 1996 | Wilhelm Stenhammar (1871-1927): A Portrait                                                                    | MSCD 906     |             |
| 1996 | Franz Berwald (1796-1868): A Portrait                                                                         | MSCD 907     |             |
| 1996 | Wilhelm Peterson-Berger (1867-1942): A Portrait                                                               | MSCD 908     |             |
| 1996 | Joseph Martin Kraus (1756-1792): A Portrait                                                                   | MSCD 909     |             |
| 1997 | Från kloster till kluster                                                                                     | MSCD 910     |             |

### Modern Classics
Från 1998 till 2002 gav Musica Sveciae ut Modern Classics. Samlingen bestod av 24 skivor med klassisk musik från 1910 till 1945. Skivorna gavs ut på skivbolaget Phono Suecia. STIM, Sveriges Radio och Kungliga Musikaliska Akademien gav ut serien tillsammans.
| År   | Titel                                                                             | Nummer      | Övrigt     |
| ---- | --------------------------------------------------------------------------------- | ----------- | ---------- |
| 1998 | Edvin Kallstenius: Symfoni nummer 2.                                              | PSCD 701    |            |
| 1998 | Hilding Rosenberg: Orfeus i sta'n.                                                | PSCD 702    |            |
| 1999 | Från Berg till Bäck: Svensk körmusik och orgelmusik.                              | PSCD 703    |            |
| 1999 | Svenska baletter av Viking Dahl och Moses Pergament.                              | PSCD 704    |            |
| 1999 | Svenska violinsonater av Melcher Melchers, Sigurd von Koch and Hilding Rosenberg. | PSCD 705    |            |
| 1999 | John Fernström: Symfoni nummer 6.                                                 | PSCD 706    |            |
| 2000 | Svenska romanser I: Som ett silversmycke.                                         | PSCD 707:I  |            |
| 2000 | Svenska romanser II: Under eviga stjärnor.                                        | PSCD 707:II |            |
| 2000 | Svenska kvintetter av Sigurd von Koch, Edvin Kallstenius and John Fernström.      | PSCD 708    |            |
| 2000 | Gösta Nystroem: Sinfonia del Mare.                                                | PSCD 709    |            |
| 2000 | Erland von Koch: Symfoni nummer 2.                                                | PSCD 710    |            |
| 2001 | Moses Pergament: Stråkkvartett nummer 1.                                          | PSCD 711    |            |
| 2001 | Ture Rangström: Häxorna.                                                          | PSCD 712    |            |
| 2001 | Gunnar de Frumerie: Kammarmusik.                                                  | PSCD 713    |            |
| 2001 | Lars-Erik Larsson: En spelmans jordafärd.                                         | PSCD 714    |            |
| 2001 | Svensk pianomusik I: Skärgårdsskisser.                                            | PSCD 715    |            |
| 2001 | Dag Wirén: Symfoni nummer 3.                                                      | PSCD 716    |            |
| 2002 | Melcher Melchers: Pianokonsert nummer 2.                                          | PSCD 717    |            |
| 2002 | Svensk pianomusik II: Sommarcroquiser.                                            | PSCD 718    |            |
| 2002 | Yngve Sköld: Violinkonsert Op. 40.                                                | PSCD 719    |            |
| 2002 | Josef Jonsson: Symfoni nummer 1 & 2.                                              | PSCD 720    |            |
| 2002 | Natanael Berg: Höga visan.                                                        | PSCD 721    |            |
| 2002 | Hilding Rosenberg: Lycksalighetens ö.                                             | PSCD 722    | Dubbel-cd. |

### Folkmusic in Sweden
Från 1995 till 1997 gav Musica Sveciae ut Folkmusic in Sweden. Samlingen bestod av 28 skivor med folkmusik som gavs ut på skivbolaget Caprice.
| År   | Titel                                      | Nummer    | Övrigt      | Nr    |
| ---- | ------------------------------------------ | --------- | ----------- | ----- |
| 1995 | Den medeltida balladen                     | CAP 22035 | Dubbel-cd.  | 1-2   |
| 1995 | Varjehanda folkmusik                       | CAP 21474 |             | 3     |
| 1995 | Äventyr i jazz och folkmusik               | CAP 21475 |             | 4     |
| 1995 | Låtar från Orsa och Älvdalen               | CAP 21476 |             | 5     |
| 1995 | Vaggvisor och Ramsor                       | CAP 21477 |             | 6     |
| 1995 | Munspel och Handklaver                     | CAP 21482 |             | 7     |
| 1995 | Lockrop & Vallåtar                         | CAP 21483 |             | 8     |
| 1996 | Lena, Ulrika & Svea                        | CAP 22043 | Dubbel-cd.  | 9-10  |
| 1996 | Spelmän från fem landskap                  | CAP 21487 |             | 11    |
| 1996 | Sjungande Tornedalen                       | CAP 21485 |             | 12    |
| 1996 | Prillarhorn och Knaverharpa                | CAP 21484 |             | 13    |
| 1996 | Vall- trall- & Lapp-Nils-låtar             | CAP 21489 |             | 14    |
| 1996 | Sjömansvisor & Rallarvisor                 | CAP 21540 |             | 15    |
| 1996 | Låtar från Rättvik, Boda & Bingsjö         | CAP 22044 | Dubbel-cd.  | 16-17 |
| 1997 | Låtar från Dala-Floda, Enviken & Ore       | CAP 21541 |             | 18    |
| 1997 | Blod, lik & tårar                          | CAP 21542 |             | 19    |
| 1997 | Visor och låtar från Bohuslän              | CAP 21543 |             | 20    |
| 1997 | Jojk – en presentation av samisk folkmusik | CAP 21544 | Trippel cd. | 21-23 |
| 1997 | Koraler och bröllopsmusik från Runö        | CAP 21547 |             | 24    |
| 1997 | Folkmusik i förvandling                    | CAP 21548 |             | 25    |
| 1997 | Äldre svenska spelmän                      | CAP 21604 | Trippel cd. | 26-28 |